# Candida stellimalicola
Candida stellimalicola är en svampart som beskrevs av M. Suzuki, Nakase & Komag. 1994. Candida stellimalicola ingår i släktet Candida, ordningen Saccharomycetales, klassen Saccharomycetes, divisionen sporsäcksvampar och riket svampar.   Inga underarter finns listade i Catalogue of Life.